# Ramas
Pour les articles homonymes, voir Rama.
Les Ramas sont un peuple autochtone du Nicaragua. Leur population, qui s'élève à environ 2 000 personnes, est concentrée sur l'île de Cayo Rama, dans le lagon de Bluefields. D'autres communautés ramas sont établies au sud de Bluefields, le long de la côte atlantique, jusqu'à San Juan de Nicaragua à la frontière costaricaine.

## Démographie
Le recensement nicaraguayen de 2005 est le premier à proposer aux répondants une question sur l'ethnie à laquelle ils considèrent appartenir. 4 185 personnes s'y sont définies comme étant des Ramas, soit 0,9 % des 443 847 Nicaraguayens ayant répondu appartenir à un peuple indigène, pour une population totale du pays de 5 142 098 habitants. Ce chiffre semble cependant surévalué : en 2006, le GTR-K estime la population rama entre 1 600 et 2 000 individus, dont 1 000 à 1 200 sur Rama Cay.

## Territoire
En 2003, les Ramas obtiennent la création d'une entité propre, le Gobierno Territorial Rama-Kriol (GTR-K), qui administre un territoire de 4 068,493 km2 (auquel s'ajoutent 4 413,08 km2 de zones marines) dans le sud-est du Nicaragua. Le GTR-K défend également les intérêts des Kriols, des familles créoles qui vivent aux côtés des Ramas en ayant adopté un mode de vie proche du leur.
Du nord au sud, le GTR-K se compose des communautés suivantes :
- Rama Cay (Rama Ipang), la plus importante ;
- Zompopera (Tiktik Kaanu), sur le Río Kukra ;
- El Coco (Samuukat), sur le Río Kukra ;
- Wiring Cay, sur le littoral ;
- Monkey Point (Bleera Kaanu), sur le littoral ;
- Punta Aguila (Bangkukuk Taik), sur le littoral ;
- Corn River (Sii Parnga), à l'embouchure du Río Maiz ;
- Indian River (Insaarba Rii), au sud ;
- Greytown (Sii Saala), à l'embouchure du Río Indio.

Le territoire rama est menacé par l'installation des Mestizos. Venus de la côte pacifique, ces colons hispanophones pénètrent illégalement en territoire rama et s'installent sur des terres avec des faux titres de propriété pour exploiter les ressources forestières et agricoles de la région.

## Langue
La langue la plus parlée par les Ramas est le créole de Rama Cay (Rama Cay Creole), une variante du créole de la côte des Mosquitos (Miskitu Coast Creole). Leur langue d'origine, le rama, appartient à la famille des langues chibchanes, mais il est en déclin depuis le XIXe siècle et la conversion des Ramas par les Frères moraves. Cette langue est l'objet d'un programme de revitalisation depuis le milieu des années 1980 et constitue désormais un facteur d'identité pour les Ramas, en particulier les plus jeunes, sans encore concurrencer le créole de Rama Cay dans la vie de tous les jours.